# Frihedsmonumentet (Riga)
Frihedsmonumentet (lettisk: Brīvības piemineklis) er et mindesmærke i Riga, hovedstaden i Letland, der ærer soldater dræbt under den lettiske krig for uafhængighed (1918–20). Det anses for at være et vigtigt symbol på Letlands frihed, uafhængighed og selvstændighed. Afsløret i 1935 tjener det 42 meter høje monument af granit, frådsten og kobber som et samlingspunkt for offentlige forsamlinger og ceronomier. Monumentet er udformet af Kārlis Zāle, og opført efter et projekt af Ernests Štālbergs.